# Cordón Mariano Moreno
Cordón Mariano Moreno eller Cordón Teniente Merino är en bergskedja i Argentina, på gränsen till Chile. Den ligger i den södra delen av landet, 2 100 km sydväst om huvudstaden Buenos Aires.
Trakten runt Cordón Mariano Moreno är permanent täckt av is och snö. Trakten runt Cordón Mariano Moreno är nära nog obefolkad, med mindre än två invånare per kvadratkilometer.